# Stephan Zünd
Pour les articles homonymes, voir Zünd.
Stephan Zünd, né le 3 juillet 1969 à Zurich, est un ancien sauteur à ski suisse.

## Palmarès

### Jeux Olympiques
| Épreuve / Édition | Albertville 1992 |
| Petit Tremplin    | 20e              |
| Grand Tremplin    | 23e              |

### Championnats du monde
| Épreuve / Édition | Val di Fiemme 1991 | Falun 1993 |
| Petit Tremplin    | 6e                 | 44e        |
| Grand Tremplin    | 5e                 | 24e        |
| Par Equipes       | 6e                 |            |

### Championnats du monde de vol à ski
| Épreuve / Édition | Vikersund 1990 | Harrachov 1992 | Planica 1994 |
| Individuel        | 16e            | 20e            | 6e           |

### Coupe du monde
- 2e du classement général en 1991.
- 1 petit globe de cristal :
  - Vainqueur du classement de Vol à Ski en 1991.
- 12 podiums dont 4 victoires.

#### Saison par saison
| Année | Lieu                                                              |
| 1991  | Kulm (Autriche), Bollnäs (Suède), Štrbské Pleso (Tchécoslovaquie) |
| 1993  | Ruhpolding (Allemagne)                                            |